# Cho Ha-rim
Cho Ha-rim (* 14. September 1996) ist eine südkoreanische Leichtathletin, die sich auf den Hindernislauf spezialisiert hat und aktuell Inhaberin des Landesrekordes über 3000 m Hindernis ist.

## Sportliche Laufbahn
Erste internationale Erfahrungen sammelte Cho Ha-rim bei den Asienspielen 2018 in der indonesischen Hauptstadt Jakarta, bei denen sie mit neuem Landesrekord von 10:17,31 min den neunten Platz belegte. 2025 belegte sie bei den Asienmeisterschaften in Gumi in 9:53,09 min den siebten Platz und verbesserte damit erneut den Landesrekord. 
In den Jahren 2016 und von 2018 bis 2021 sowie 2023 wurde Cho südkoreanische Meisterin im Hindernislauf.

## Persönliche Bestleistungen
- 1500 Meter: 4:27,05 min, 9. Juli 2019 in Fukagawa
- 5000 Meter: 16:50,12 min, 6. Juli 2019 in Chitose
- 3000 m Hindernis: 9:53,09 min, 30. Mai 2025 in Gumi (südkoreanischer Rekord)